# Farbaky Péter
Farbaky Péter (Miskolc, 1957. augusztus 23. –) építész, művészettörténész, a BTM Kiscelli Múzeum igazgatója.

## Életpályája
Tanulmányait 1975 és 1980 között végezte a  Budapesti Műszaki Egyetemen építész szakon, 1985-89-ig a ELTE-n művészettörténet szakon. 1980-tól a Fővárosi Ingatlankezelő és Műszaki Vállalat (FIMÜV) budapesti műemléki osztályán dolgozott, 1983-tól annak tudományos csoportjában. Ugyanezt a munkát 1991-től a Hild-Ybl Alapítvány keretében folytatta. 2001. augusztus 1-je óta a Budapesti Történeti Múzeum Kiscelli Múzeumának igazgatója. 1991-97 között tagja volt a Magyar Tudományos Akadémia Építészettörténeti- és Elméleti Bizottságának; 1995-től tagja a vicenzai Palladio Központ társaságának; 2000 óta az MTA Művészettörténeti Bizottságának, amelynek 2002 óta a titkára. 1999-től az ELTE meghívott előadója. 2018-ban az Óbuda Kultúrájáért Díjat vehette át. A Fővárosi Közgyűlés döntésének értelmében 2014. januárjától a Budapesti Történeti Múzeum főigazgatója, megbízatása 2018. december 31-ig szól.

## Kutatási területe
Kutatási területe főként Budapest építészettörténete, reneszánsz, barokk, és historizáló építészet, de írt már ikonográfiai tanulmányt is.

## Művei
- Magyar reneszánsz és barokk építészet. Összefoglalás; Budapesti Műszaki Egyetem Építészettörténeti és Elméleti Intézet, Bp., 1981
- Magyar reneszánsz és barokk építészet. Összefoglalás; 2. átdolg. kiad.; Budapesti Műszaki Egyetem Építészettörténeti és Elméleti Intézet, Bp., BME, 1982
- Farbaky Péter–Várnai András: Budapest, Deák Téri Iskola; TKM Egyesület, Bp., 1988 (Tájak, korok, múzeumok kiskönyvtára)
- Budapest, fasori református templom; TKM Egyesület, Bp., 1998 (Tájak, korok, múzeumok kiskönyvtára)
- Budapest, országúti ferences templom és kolostor; TKM Egyesület, Bp., 2000 (Tájak, korok, múzeumok kiskönyvtára)
- Szatmári György, a mecénás. Egy főpap műpártoló tevékenysége a Jagelló-kori Magyarországon; Akadémiai, Bp., 2002 (Művészettörténeti füzetek)
- Mariazell és Magyarország. Egy zarándokhely emlékezete. Kiállítás a Budapesti Történeti Múzeum Kiscelli Múzeumában, 2004. május 28–szeptember 12.; szerk. Farbaky Péter, Serfőző Szabolcs; BTM, Bp., 2004 (megjelent német nyelven is)
- Kálvin hagyománya. Református kulturális örökség a Duna mentén. Budapesti Történeti Múzeum, 2009. október 30–2010. február 15. Kiállítási katalógus; szerk. Farbaky Péter, Kiss Réka; Budapesti Történeti Múzeum–Dunamelléki Református Egyházkerület, Bp., 2009
- Italy & Hungary. Humanism and art in the early Renaissance; szerk. Farbaky Péter, Louis A. Waldman; Villa I Tatti–Officina libraria, Firenze–Milan, 2011 (Villa I Tatti)
- Tanulmányok Kelényi György tiszteletére; szerk. Farbaky Péter, Jernyei Kiss János; MTA Bölcsészettudományi Kutatóközpont Művészettörténeti Intézet–Argumentum, Bp., 2013
- Mattia Corvino e Firenze. Arte e umanesimo alla corte del re di Ungheria. Firenze, Museo di San Marco, Biblioteca di Michelozzo, 10 ottobre 2013–6 gennaio 2014; szerk. Farbaky Péter; Giunti, Firenze, 2013